# دختری مثل من (آلبوم ریانا)
«دختری مثل من» (به انگلیسی: A Girl like Me) آلبومی از هنرمند اهل باربادوس ریانا است که در ۱۰ آوریل ۲۰۰۶ منتشر شد.